# Silene macrantha
Silene macrantha är en nejlikväxtart som först beskrevs av Pancic, och fick sitt nu gällande namn av H. Neumayer. Silene macrantha ingår i släktet glimmar, och familjen nejlikväxter. Inga underarter finns listade i Catalogue of Life.